# Garázskapu
A garázskapu az épületek egyik meghatározó és legnagyobb nyílászárója, mely a leginkább gépkocsik tárolására szolgáló helyiség (garázs) ajtaja. Többféle anyagból és számos kivitelben készülhet. Létezik szekcionált, billenő és kétszárnyú garázskapu. Mivel nagy felületet foglal el az épület homlokzatából, fontos, hogy esztétikailag illeszkedjen mind az épület stílusához, mind a környezethez.

## Garázskapu fajták

### Kétszárnyú garázskapu
A garázskapuk legrégebbi kialakítása a kétszárnyú kivitel.
Úgy működik, mint egy normál ajtó, csak két nagyobb méretű szárnyból áll.
Ma már egyre kevesebb helyen látni ezt a fajta garázskaput, mivel a billenő és szekcionált kapuk egyre szélesebb körben terjednek el.

### Billenő garázskapu
A modern garázskapuk legegyszerűbb kialakítása az egy táblában billenő kivitel. Ilyenkor az egész tábla egyben billen a garázs mennyezete alá.
A kaputábla különféle anyagokból készülhet, azonban a fa és acél kapuk a legelterjedtebbek.

### Szekcionált garázskapu

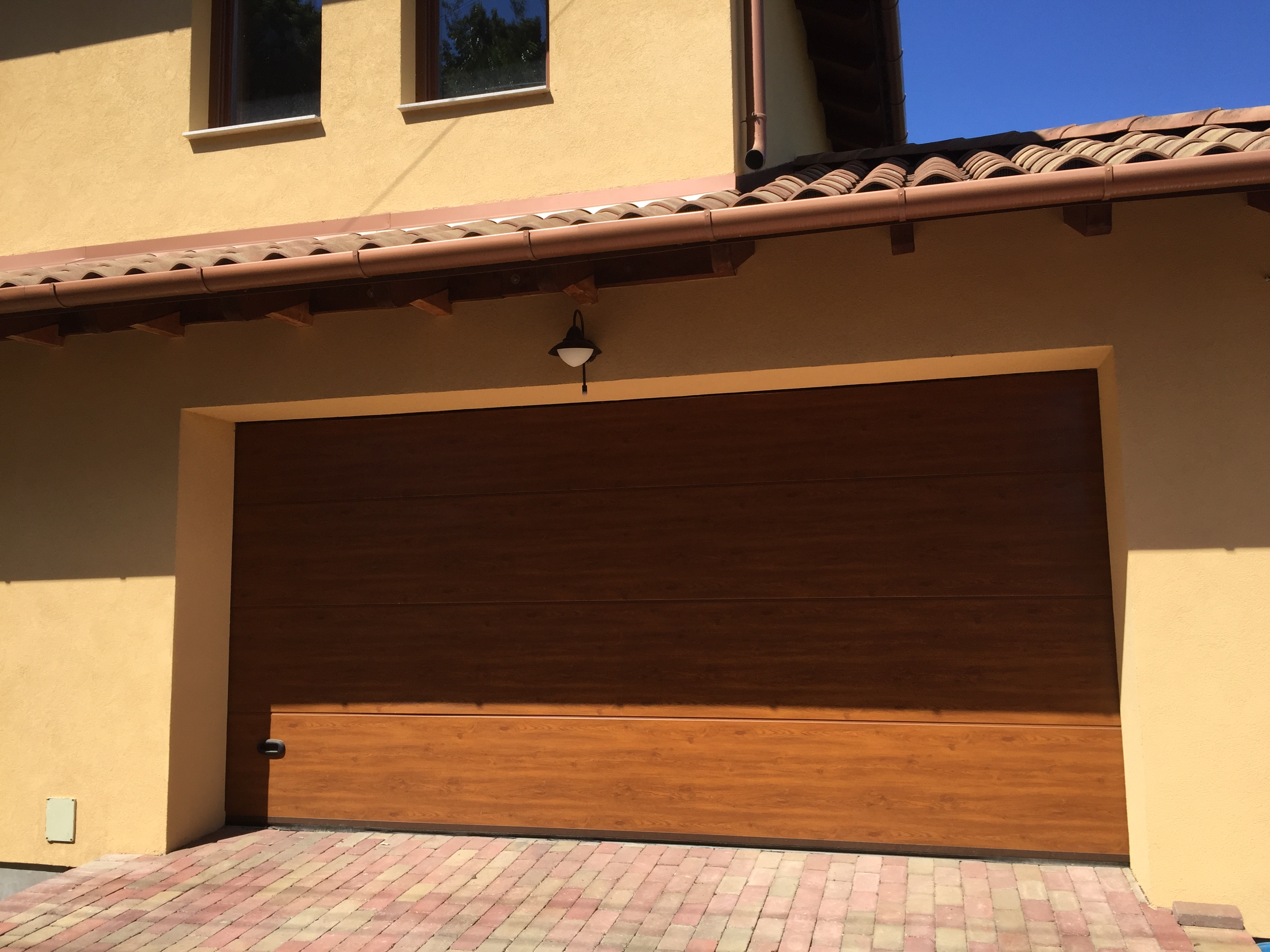
Szekcionált garázskapu

Ennél a kialakításnál a kaputábla több egyforma méretű szekcióból áll össze.
Ezek a szekciók egy csukló segítségével egymáson el tudnak fordulni, ezáltal a tábla nem egyben nyílik, mint a billenő garázskapu esetében.
A nyitás során a kapu helyigénye sokkal kisebb, mivel a tábla nem billen ki a nyílás síkjából, ezáltal szabadon hagyva a kocsibeálló teljes felületét.
A szekcionált garázskapu lapjai futósínekben foglalnak helyet. A sínrendszer a garázs mennyezete alá van függesztve, így a nyitást követően a lapok a plafonra simulnak, nem nyúlnak be az ajtónyílásba, megkönnyítve és biztonságosabbá téve az áthajtást. Olyan sínrendszer is elérhető, amellyel magas belmagasságnál a fal vagy a tető síkját is le tudja követni a garázskapu nyílás közben, így meghagyva az épületben a mozgásteret. A garázsajtóba személyzeti bejáró is illeszthető, így nem kell minden alkalommal az egész garázsajtót kinyitni.

### Szelvényes garázskapu
Léteznek még ilyen kialakítású garázskapuk is, ahol a kapu több egymásba csúszó szelvényből áll, melyek felnyitáskor teleszkópszerűen egymásba csúsznak. Főleg ipari vagy üzemi épületek kapujaként lehet találkozni velük, kizárólag fémből készül. Ez a típus visszaszorulóban van, helyét főleg szekcionált garázskapuk vették át.

### Lapozókapuk
Főként olyan nagy nyílásokhoz alkalmazhatók, ahol a feljebb említett verziók nem kialakíthatók. Hangároknál tipikusan ilyen nyílászárókat szokás alkalmazni. A kapu lapjai legyezőszerűen csukódnak össze a nyílás szélére.

## Karbantartás
A garázskapu karbantartását a gyártó utasításai írják le, és a megfelelő működés időszakos ellenőrzéséből, az alkatrészek szemrevételezéses ellenőrzéséből és a kenésből áll.

## Hőszigetelés
Mivel a garázskapu az épület legnagyobb nyílászárója, kiválasztásánál fontos szempont a hőszigetelési tulajdonsága.
Ha a garázs a lakóépülettől külön áll és a helyiség fűtetlen, nincs igazán szükség hőszigetelt garázskapura.
Azonban ha a garázs a lakóépület részét képezi, ajánlott hőszigetelt kaput felszerelni. Ebben az esetben a nagy felület miatt fontos a hő benntartása.
A hőszigetelés közvetlen kapcsolatban van a hőhidak képződésével, ami az energia veszteségen felül további kellemetlenségekhez vezethet. Jellemzően, amikor nagy a hőmérséklet különbség a külső és a belső tér között, a szigeteletlen fém vagy beton elemek a hőt átvezetik a nyílászárón. Egy fűtött garázs esetében azon felül, hogy hűti a teret, párakicsapódás léphet fel, ami penész vagy rozsda kialakulásához is vezethez. A szekcionált kapuknál ilyen hőhidak keletkezhetnek az oldalsó vasalatnál, valamint a kapu panel alsó vagy felső élénél, amennyiben nem megfelelő a kialakítása.

## Biztonság
A garázskapu felszerelését mindenképpen bízzuk szakértőre több okból is.
A nem megfelelő beépítés akár balesethez is vezethet, mely az anyagi kár mellett személyi sérüléssel is járhat.
Biztonsági okokból is csak hozzáértő végezze a beépítést. Mivel a garázskapu az épület legnagyobb nyílászárója, a szakszerű beszerelés megnehezítse a betörők dolgát is.
A modern automata kapumozgatóval felszerelt garázskapuk alapfelszereltsége a feltolás elleni védelem, tehát külön zárszerkezet nélkül is biztonságosan zárják a nyílást.

## Kényelem
A modern garázskapuk felszerelhetők kapumozgató automatikával.
Ezáltal a mindennapi elindulás és hazaérkezés kényelmes lesz, mivel nem kell az esőben, hóban kiszállni a autóból és kézzel bajlódni a garázskapu kinyitásával.
A kapu mozgatása a mennyezet alá, vagy a kapu tengelyére szerelt motor segítségével történik.
Kívülről általában távirányítóval, belülről nyomógombbal működtethető az automatika.
A kapumozgató védi a járművet is, illetve a mozgás közben a garázskapu alatt elhaladó személyeket is, mivel rácsukódás elleni védelemmel is el van látva.
Ha bármilyen akadályba ütközik a kapu mozgás közben az automatika azonnal megállítja. Az okos készülékek elterjedésével a kapuk irányítására már telefonról vagy táblagépről is megoldható.